# Fiction and Fact
「Fiction and Fact」 是韓國男子偶像團體BEAST的第一張正規專輯，2011年5月17日發行，收錄10首歌曲，除了8首全新歌曲，還收錄Lightless的不插電版本以及Fiction的管弦樂版本。此張專輯在發行當月以9萬張的銷量奪下Gaon的月排行榜冠軍。

## 概要
- 2011年5月9日，Cube Entertainment官網上宣布BEAST將於5月17日發行首張正規專輯，有別於以往的強烈曲風，此次專輯將帶來一種具現代感的新曲風，也提到專輯將有訴說故事的感覺，讓聽眾在聽專輯時感覺像是在閱讀不同小說。

- 2011年5月12日，以單曲方式釋出先行曲“下雨的日子裡”，並迅速攻占了Gaon周榜的第三名[2]

- 2011年5月13日，在官方Youtube放上“Fiction”的intro MV，Cube Entertainment以「像是電影場景」來形容這支MV。[3] 完整版MV則於5月17日專輯發行當天公開。

## 活動與成就
2011年5月19日，BEAST展開專輯活動，在Mnet M! Countdown演唱“下雨的日子裡” 。為了能充分傳達這兩首相當不同的歌曲，M! Countdown的工作團隊做了特別的舞台設計。演唱“下雨的日子裡”時打造出彷彿真的在下雨的感覺；而在“Fiction” 時則營造出如夢般不真實的舞台效果。
隔週，5月26日， BEAST在Mnet M! Countdown以“Fiction” 拿下首座mutizen award，而在後續兩周繼續蟬聯冠軍，達到三連冠。 5月27日在Music Bank's 以“下雨的日子裡”奪冠，後續兩周也以“Fiction”奪冠。 在SBS 人氣歌謠上也贏得6月5日及6月12日的冠軍。

## 歌曲內容
- intro曲“The Fact”貼切的呼應主打歌“Fiction”，歌曲要傳達一種很深的感受，就像曲名一樣講述一個無法接受分手事實的人。

- “Fiction” 跟BEAST過往的強烈曲風不同，所強調的是更柔和的鋼琴旋律以及歌詞，歌詞傳達的是因為了解分手的痛而想透過寫小說表達難受的的感覺。這首歌情緒的深度在其管弦樂版本中更可以清楚感受到。[7]

- 先行曲“下雨的日子裡”則是特意在真正的雨天錄製，為了表達這首歌所強調的悲傷感。[2]

- “You”跳脫悲傷的氣氛，傳達的是愛的喜悅感。

- “Virus” 融合了電子迴響貝斯以及R&B，帶給聽眾一種多元化的音樂風格[7]

- “Freeze”是由成員龍俊亨作詞作曲的，他在寫歌時是想著歌迷，想要將這首歌送給他們當音樂禮物。[7]

## 曲目
| 曲序     | 曲目                           |                              | 作曲                  | Arrangement                | 时长  |
| -------- | ------------------------------ | ---------------------------- | --------------------- | -------------------------- | ----- |
| 1.       | The Fact                       | 新沙洞老虎、崔奎成、龍俊亨   | 新沙洞老虎、崔奎成    | 新沙洞老虎、崔奎成         | 2:20  |
| 2.       | Fiction                        | 新沙洞老虎、崔奎成、龍俊亨   | 新沙洞老虎、崔奎成    | 新沙洞老虎                 | 3:55  |
| 3.       | Back to You                    | 徐龍裴、徐在宇、龍俊亨       | 徐龍裴、徐在宇        | 徐龍裴、徐在宇             | 3:08  |
| 4.       | You                            | 黑眼必勝、龍俊亨             | 黑眼必勝              | 崔奎成                     | 3:51  |
| 5.       | Freeze                         | 龍俊亨、金泰洙               | 龍俊亨、金泰洙        | 新沙洞老虎、龍俊亨、金泰洙 | 3:33  |
| 6.       | Virus                          | Nang-ee、Beom-ee、龍俊亨     | Nang-ee、Beom-ee      | Nang-ee、Beom-ee           | 3:25  |
| 7.       | 불러보지만(Though I Call)      | 朴秀錫、Marco                | 朴秀錫、林尚赫、Marco | 朴秀錫、Marco              | 3:50  |
| 8.       | 비가 오는 날엔 (下雨的日子裡)  | 崔奎成、龍俊亨               | 崔奎成                | 崔奎成                     | 3:46  |
| 9.       | Lightless（Unplugged Version） | 新沙洞老虎、黑眼必勝、龍俊亨 | 新沙洞老虎、黑眼必勝  | Go Myeong Jae              | 3:26  |
| 10.      | Fiction（Orchestra Version）   | 新沙洞老虎、崔奎成、龍俊亨   | 新沙洞老虎、崔奎成    | Kwon Seok Hong             | 4:15  |
| 总时长： | 总时长：                       | 总时长：                     | 总时长：              | 总时长：                   | 35:24 |

## 獎項
- 2011年：KBS歌謠大典 - 年度歌曲獎(Fiction)
- 2012年：第26屆韓國金唱片獎 - 唱片本賞
- 2012年：第1屆GAON K-POP頒獎典禮 - 第二季年度專輯銷售獎

## 榜單

### 專輯榜
| Gaon Chart | 最高名次 | 總銷量  |
| ---------- | -------- | ------- |
| 周銷榜     | 1        | 160,184 |
| 月銷榜     | 1        | 160,184 |
| 年銷榜     | 5        | 160,184 |

### 單曲榜
| "下雨的日子裡" | 3 | 68 |
| "Fiction"      | 5 | 95 |

## 發行概況
| 國家   | 發行日        | 形式             | 發行公司           |
| ------ | ------------- | ---------------- | ------------------ |
| 韓國   | 2011年5月17日 | 數位音樂下載, CD | Cube Entertainment |
| 韓國   | 2011年5月25日 | 限定版           | Cube Entertainment |
| 臺灣   | 2011年6月17日 | CD               | 環球唱片           |
| 菲律賓 | 2011年7月16日 | CD               | MCA Music          |

## 外部連結
- BEAST 官方網站 
- CUBE Entertainment 官方網站（页面存档备份，存于） 
- Blog 